# 青の騎士ベルゼルガ物語
『青の騎士ベルゼルガ物語』（あおのきしベルゼルガものがたり、または ブルーナイト ベルゼルガ ストーリィ）は、はままさのり作のSF小説。『装甲騎兵ボトムズ』の外伝的作品で、「青騎士」「青ベル」の略称で呼ばれる。全4巻にて完結。

## 解説
主人公ケイン・マクドガルがかつての戦友にして自分を導いてくれた恩人でもある人物の仇を追う「黒き炎編」と、『ボトムズ』の舞台であるアストラギウス銀河全体をも巻き込む陰謀にケインが立ち向かう「メルキア騎士団計画編」からなる。「黒き炎編」はケインの一人称で、「メルキア騎士団計画編」は三人称で書かれていることで知られる。
巻を重ねるごとに設定やメカデザインが『ボトムズ』の作品世界から大きく逸脱していったが、当初はテレビアニメ『装甲騎兵ボトムズ』の世界観に基づいて書かれている。

### 経緯
『青の騎士ベルゼルガ物語』は、まずタカラ発行のホビー誌『デュアルマガジン』の第10号（1984年9月発行）から第12号（1985年3月発行）に掲載された。放映終了後も人気の衰えない『ボトムズ』のオリジナルストーリーを、という企画に端を発している。
その際に『ボトムズ』独特の要素であるバトリングをストーリーの主軸にすること、主人公の乗るアーマードトルーパー（以下AT）をベルゼルガにすることが決められた。
シリーズ完結巻である『絶叫の騎士』（新装版）のあとがきによれば、この連載においては当時フリーの編集者だったはままさのり本人が編集・イラスト発注・執筆といったすべての作業を行っていた。しかし掲載誌が連載3回目で休刊となることが決まり、第3回でストーリーは急展開の末に完結を強いられることとなったが、ここで「このまま終わらせるのは惜しい」との声が企画サイドから上がり、本作は『デュアルマガジン』での連載を下敷きにした書き下ろし作品がソノラマ文庫から上梓されることが決まったという。当初は「黒き炎編」の全2巻で終了する予定だったが、好評を受けて続編である「メルキア騎士団計画編」が書かれ全4巻での完結となった。

## 物語
アストラギウス銀河を二分した百年戦争が終結し、元ATパイロットであるケイン・マクドガルは惑星メルキアに帰還した。戦うことしか知らないケインは、あるもめ事がきっかけで再会したクエント人の傭兵シャ・バックに導かれバトリングの世界に足を踏み入れる。
バトリングの腕も上がり負け知らずとなっていたある日、ケインとシャ・バックは謎の黒いAT「シャドウ・フレア（黒き炎）」の挑戦を受け敗北。その戦いの中シャ・バックは無残に殺害されてしまう。ケインは復讐を誓い、シャ・バックの形見であるAT、ベルゼルガを駆って街から街へ放浪しバトリングで賞金と情報を得ながらシャドウ・フレアを追う。いつしかケインは青く染まった騎士のような意匠を持つベルゼルガになぞらえられた「青の騎士」の異名で呼ばれるようになっていく。
ベルゼルガを駆って戦いを続ける日々の中で宿敵シャドウ・フレアの居場所を突き止めるケイン。しかしシャドウ・フレアはアストラギウス銀河の支配者の座を狙う存在であり、ケインも巨大な陰謀に巻き込まれこれと戦うことになっていく。

## 登場人物
ケイン・マクドガル
元ギルガメス第36メルキア方面軍機甲兵団ATパイロット。最終階級は二等兵。「青の騎士」のリングネームを持つバトリング選手。親友シャ・バックの形見であるベルゼルガを駆り、彼を殺したシャドウ・フレアを追って街から街を渡り歩く。その戦いの中で旧劣等種（ベルゼルガ）として覚醒してゆく。ベルゼルガに乗るまでのリングネーム「屍（デッド・ボディ）ケイン」は、シャ・バックと出会ったかつての所属部隊「屍隊（しかばねたい）」に由来する。バトリングで破壊したATは200とも300とも噂されるが、これらはどれも風聞に過ぎない。
戦いの中シャドウ・フレアが発する異様な力で肉体に異常が生じ、さらにはラスト・バタリオンの開発した血友弾により出血が止まらなくなる致命的ダメージを背負いながら戦うこととなる。しかしそれらの障害を計り知れないほどの気力とロニー・シャトレの献身的な協力で、そして自らの中に目覚めた旧劣等種の本能＝破壊衝動をあえて活かすことで克服。シャドウ・フレアとの戦いで失われたパイルバンカーの代わりをムディ・ロッコルより手に入れ、愛機ベルゼルガをシャドウ・フレアと対等に渡り合えるほどに強化することにも成功する。
シャドウ・フレアとの最終決戦の後、ミーマ・センクァターから「貴様には戦場しかない」という言葉と共にミッド級FX-ATゼルベリオスと別人のデータが記された認識票を渡されるが、その時点ではもう戦場に身を置こうと考えてはいなかった。しかし戦いの中で離れ離れになったロニーを探すため、認識票にあったクローマ・ツェンダーの名でメルキアを彷徨していたケインは謎の新型ATウォリアー・ワン (W-1) と遭遇する。W-1と軍に執拗なまでの追撃を受ける中、ついにロニーを見つけたケインだったがその直後に軍に捕らえられW-1の秘密や己との因縁、そして「メルキア騎士団計画」の脅威を知らされる。そしてロニーの死でメルキア騎士団計画の狂気を悟ったケインは再び戦うことを決意する。以後ケインは取り戻したゼルベリオスを駆って、メルキア騎士団計画の首謀者であるロリンザーの行方を探りながらメルキア軍の拠点を襲撃して次々と壊滅に追い込み、同時に軍に捕らえられた同族＝旧劣等種をも助け出していく。
旧劣等種の本能ゆえか絶望的な状況でも生きること、敵を倒すことへの執念を失わなかった。ロリンザーの忠臣ゾクサーネンの操るゼルベリオスとの戦闘では加勢のW-1と、その支配下に置かれた自機に右爪先を挟まれ、そこへ迫るゾクサーネン機のアームパンチから逃れるために自ら右足を銃撃で破壊。さらにゾクサーネン機に踏みつぶされ右膝から下を失うこととなる。そしてレグジオネータとの最初の遭遇で左目と左手首をも失い、ゼルベリオスをも破壊されてしまい、さらにはW-1の大部隊との戦闘中、言語中枢にまで異常をきたしてしまう。しかし、それでもなお屈することなく、レグジオネータとの最終決戦に向かう。
名字の「マクドガル」は『レンズマン』のヒロイン「クリス・マクドガル」から採られたもの。
OVA『野望のルーツ』のラストシーンには、ケインに類似した格好の人物（軍事パレードを見つめる群衆から乗り出している）が登場している。
ロニー・シャトレ
バララント生まれの少女。ケインが収容所から脱走する際、強奪した密輸船に人買いの「商品」として乗せられていた。
密輸船から脱出した後はアグの街で「ファニー・デビル（陽気な悪魔）」のリングネームを持つバトリング選手として活躍し、コバーンの事務所でケインと再会。ケインと行動を共にする中で、次第にケインに好意を持つようになる。
心を通わせることによってケインにとって大切な存在になるが、後に軍に捕らえられ旧劣等種としての遺伝子を持つことが判明したために理不尽にも殺害されてしまう。
ミーマ・センクァター
流れ者のマッチメーカーを自称しているが、その正体はギルガメス軍の情報将校（初登場時の階級は中佐、ギ・グロリーの戦闘において特進し『K'』以降は少将）。次期主力AT「FX（フェックス）」の開発責任者でもありバトリングを利用して新型機のテストをしていた。ケインに興味を抱き彼の復讐行に必要以上に協力していく。
FXをはじめとする次世代AT開発の中でW-1やレグジオネータの存在とそれにまつわる真実を知ったミーマは、FXに続く新型ATの開発という口実でレグジオネータとW-1に対抗するためFX技術を導入した新型ATの開発を進める。その後艦隊を率いてバララントへの出征を命ぜられたミーマは開発中だった新型ATを全て持ってメルキアを離れ、以後忠実な部下と共に軍を離反。開発途中だったテスタロッサの仕上げを進めさせつつバララントの支配星域へと向かい、同時にメルキアへ降りた部下にはケインの捜索を命じている。

### 黒き炎編
クリス・カーツ
「シャドウ・フレア」のリングネームを持つバトリング選手。しかしその正体は融機人（ゆうきじん）と呼ばれる、自らを改造した異能者達によって結成された異能結社「ラスト・バタリオン」の総帥である。融機人によるアストラギウス銀河の支配を目論んでおり、バトリングに関わっているのも実戦データの収集が目的である。
長い黒髪と、額の中央にある黒子が外見的な特徴。あらゆるコンピュータへの干渉を行って支配下に置き、さらにはそのコンピュータが制御する機械に影響を与えて動作を抑制する能力を持つ。この能力は支配対象とした機械を操る、マシンとの適合力が高い人間──すなわち異能者やそれに類する者の肉体にも影響が及ぶため、旧劣等種としての本能が目覚める以前のケインは愛機ベルゼルガを通して肉体を変調させられ、一時はパイルバンカーを操る左腕が自分の意志で動かせないばかりか生体として機能しない、壊死同然の状態にまで陥った。
元々は戦闘技術習得のため、本当の記憶は封印された上でメルキアへ送り込まれた融機人グループの下級構成員に過ぎなかった。メルキア軍人だった時期、古くからアストラギウス銀河を支配してきたワイズマンへの攻撃部隊として設立された「屍隊」の隊員として、シャ・バックと共にワイズマンの宇宙船強襲作戦に参加する。しかし作戦は事前にワイズマンに察知されていて、情報操作によって自らを送り出した融機人グループの母船を攻撃するよう仕向けられてしまう。ここでの同胞を虐殺した壮絶な体験は、クリスの封印されていた融機人としての記憶を呼び起こさせると同時に、屍隊の隊員に施されていたワイズマンに対する憎悪の意識も大きく増幅させ、更には内在していた異能者の資質を開花させた。これらの要因が彼に強烈なカリスマ性を持つに至らせ、アストラギウス支配の野望へと走らせることとなる。額の黒子も、この時の心的外傷ともいえる精神的な苦痛が肉体に与えた影響から生じたもの。
その後メルキアへ舞い戻ったクリスは軍首脳を皆殺しにしてメルキアを傀儡政府という状況に陥らせ、更には新鋭宇宙戦艦ギ・グロリーを奪取して、屍隊の攻撃により母船を失い脱出船で宇宙を漂っていた融機人グループへと帰還する。帰還後、改造手術を受けて融機人となった事で異能者としての能力を飛躍的に増大させたクリスは、その比類なき力とカリスマ性で瞬く間に組織の中枢へと上り詰めた。そしてグループの主導権を握ると、武器商人という体裁を取った戦闘集団である異能結社とその作戦部隊であるラスト・バタリオンを組織し、総帥へと収まったのである。
「クリス」という名は、ケイン同様『レンズマン』のヒロイン「クリス・マクドガル」から採られたもの。
シャ・バック
クエント人。ケインの愛機ベルゼルガの最初のオーナー。シャドウ・フレアに挑まれたリアルバトルで死亡し、ケインをしてシャドウ・フレアへの復讐に走らせるきっかけとなる。
百年戦争時には傭兵としてギルガメス軍に従軍していた。ケインとは、ワイズマン襲撃が失敗して再編された屍隊で共に戦った戦友という間柄である。傭兵契約が終了すればクエント星へ帰還するクエント人の習わしに従わず、終戦後はバトリング選手として活躍。その中でケインと再会して彼にバトリングを始めるように勧め、一流のバトリング選手に育て上げてゆく。その一方で終戦を目前にした時期に異能者に関する秘密を知った事とその後自身も異能者として覚醒した事を打ち明けた上でケインも異能者であると語り、将来的に自分のベルゼルガに乗って戦い、異能結社に接触しろと不可解な示唆をしていた。
実は再編以前の屍隊に属していた際、クリスと共に参加したワイズマン（実際は融機人グループの母船）襲撃作戦で異能者や融機人の存在を知り、異能者の意識集合体であるワイズマンの一部となってアストラギウス銀河の支配者となる事を望むようになっていた。その後、一旦クエントへ帰還した際には異能者の秘密を探っている。その後経緯は不明だが異能結社の技術を入手して、自らに融機人となる改造を施していた。この処置でマシンとの適合性など異能者としての能力を完璧なものとしたが、ワイズマンは異能者としての能力の衰えを身体に機械を埋め込む事で補っている融機人を認めてはいなかった。望みを果たせなくなったシャ・バックは、ワイズマンを激しく憎悪するようになる。さらには時間をかけて肉体と機械を融合させる融機人本来の施術を行っていないため、埋め込んだ機械の不適合で拒絶反応が生じて身体は死にかけという状態となっていた。そんな時に再会したケインを助け、事ある度に厚意を示すと共に同じ異能者という仲間意識を表したのは、彼が屍隊時代に惑星Ziで起こした虐殺事件の際に見せたATの操り様に異能者としての資質を見出していたが故だった。つまり恩義を感じさせるよう行動すれば、自身の死後にケインは先述の示唆通り異能結社と接触し、ワイズマンへの復讐を行うと踏んでのものだったのである。
しかしシャ・バック自身は融機人となる改造技術の入手経緯の問題からか異能結社への恭順を拒んでいたため、融機人の存在と技術が知られてしまう事を懸念したクリスによって、最終的にはバトリングを利用して処刑されることとなる。これは以後の事態がシャ・バックの思惑から大きく外れるきっかけとなった。ケインが仇と狙う相手はシャ・バックが望んだワイズマンではなくクリスとなり、また真実を知ったケインは最終的に復讐ではなく自分自身のためにクリス打倒に邁進するようになる。そしてケインは異能者どころか、その異能者を駆逐した古代クエント人の末裔である旧劣等種だった。加えてワイズマンはケインの行動やクリスの暗躍とは全く関係のないところで、自身の失策によってクエント星ごと消滅したため、結局シャ・バックの目論見は何一つとして実現せずに終わる結果となった。
ネイル・コバーン
アグの街のマッチメーカー。ロニーにお人好しと呼ばれるくらい人がよく、何かとケインをはじめバトリング選手たちに世話を焼く。自身もかつてはバトリング選手をしており、自分のガレージに現役時代の愛機クレバーキャメルを所持している。
ダート・クラクトン
ダラの街の強欲なマッチメーカーで、自身の利益のためには手段を選ばない。自身の選手を破ったケインを強引に契約させようとするが、あっさり断られ、力ずくで引き寄せようとするものの失敗する。
ケヴェック・ヴォクトン
アグの街の第3階層でケインが出会ったATパイロット。ミーマの部下で、その正体はミーマの弟、イーマ・センクァターである。シャドウ・フレアの秘密とそのAT技術を探るためアグに潜入していたがシャドウ・フレアの手下となったアグの軍警に捉えられており、ミーマはその行方を捜していた。新型ATライジングトータスとシャドウ・フレアに関するデータディスクをケインに託すが、自身はその直後に行われたリアルバトルで死亡する。
ケインと出会う前には並の人間なら2～3日で発狂し、訓練を積んだ者でも4日が限度といわれる感覚剥奪室（宇宙空間での孤独に耐えるための訓練に使われる施設）に5日間閉じ込められながらも耐え抜いていて、ケインはその精神の強靭さに驚いていた。
オウラ・ニガッダ
シャドウ・フレアの手先で、「ダークオックス」のリングネームを持つバトリング選手。機体の各所にさまざまな隠し武器を仕込んだ黒いストロングバックスを駆る。反則技が得意だがAT乗りとしても一流で、シャドウ・フレアがタッグでのバトリングを行うときのパートナーを務めている。ケイン&シャ・バック組とのリアルバトルでシャ・バックの死の一因を作った人物で、シャドウ・フレア共々ケインに仇として付け狙われる。
ラドルフ・ディスコーマ
シャドウ・フレアの手先として行動する元レッドショルダー隊員。実力者を選んで対戦し、その対戦した相手は後日シャドウ・フレアとの対戦を申し込まれて必ず死亡するために、「デス・メッセンジャー（死の伝令）」と呼ばれている。ケインと対戦した際、ロニーの乱入でバトリングが無効試合になったことを根に持ち、ケインとの決着にこだわるようになる。そのため、ケインの命を狙うクリスに反逆し、ケインと手を組むが、最後はクリスの手で殺されてしまう。バトリングではレッドショルダー仕様のスコープドッグに搭乗する。
フィル・コム
コボトの街の女マッチメーカー。ケインとシャ・バックのかつてのマネージャーで、シャ・バックの恋人でもあった。融機人であり、異能結社からシャ・バック殺害の命令を受けていたが、それを知りながらも自分を受け入れてくれたシャ・バックとは肉体的な交わりこそないものの愛し合っていた。ボウの街でケインと再会し、シャ・バックの死にまつわる真実や融機人、異能結社の実態を語る。これによりケインは自分の復讐行が仕組まれたものであったと知り、一時は強い失望から自棄になってしまった。その後、異能結社との戦いに巻き込まれたロニーを守って死亡する。
ムディ・ロッコル
ボウの街のクエント人のバトリング選手。シャドウ・フレアとの戦いの中でパイルバンカーを失ったケインがそれを賭けて挑んだ相手。クエント人傭兵の中でも歴戦の強者であった。愛機はグレーベルゼルガ。終戦後はクエント人の仇敵ともいえる異能者抹殺を自らの使命としてメルキアに残っていた。ケインを異能者と目し、抹殺の為に挑戦を受けるが、ケインの中にある旧劣等種の因子の存在を見抜いた。
ガニアル
ボウの街のバトリング強豪選手で、弟のボーグルと共に悪役タッグチームで名を馳せているレスラー兄弟の兄。愛機はダイビングビートル改造のアイアンマン1。ボウに来たケインとロニーにちょっかいを出したことで2人を相手に戦うことになるが、そこへムディ・ロッコルの妨害に遭ってしまう。
ボーグル
クエント人以上の体躯を誇るレスラー兄弟の弟。愛機はスタンディングトータス改造のアイアンマン2。ケイン&ロニーにタッグマッチでの対決をふっかける。しかし、ムディ・ロッコルの乱入により、ガニアルもろともあっさり倒されてしまう。
モデルになったレスラータッグはザ・ロードウォーリアーズ。
ビギー・バルボリン
ムックの外伝小説「FEEDBACK 誰かが霧の向こうで……」に登場。ミーマの部下で、カラミティドッグ・グリーンバージョンのテストパイロット。放射能に体を冒され余命幾ばくも無いビギーは、生体実験の材料として基地に送られてきたコナー・アルレイを哀れに想い、彼女と共にグリーンバージョンを奪い、軍を脱走する。その後ビギーは逃走資金を手に入れるため、町一番の興業師ディックにグリーンバージョンを売りつけようとするが、ディックはビギーを殺して機体を手に入れようと企む。シャドウ・フレアの情報を手に入れるためディックの部下となっていたケインは、ビギーのグリーンバージョンをシャドウ・フレアと勘違いし、彼を殺す刺客として隠れ家に自ら乗り込むが、機体がシャドウ・フレアでないことが分かり、コナーを助けたいというビギーに、今は亡き友を失ってから出会ったことのない、人間的なモノを感じ取ると、2人の脱出を手助けしようとする。しかし、2人ともディックの部下に捕まりシャ・バックと同様の方法で惨殺されてしまう。
コナー・アルレイ
ムックの外伝小説に登場。旧劣等種の生体資料としてビギーのいる基地に送られてきた女。毎日実験動物以下の扱いを受け続けている。

### メルキア騎士団計画編
ネブロウ・S・ロリンザー
メルキア軍大将にして、ギルガメス連合軍の中心的人物。さほど大柄ではないがその体躯から発せられる雰囲気は他者を圧倒するほどで、一介の戦車兵からAT開発に携わり、時には自らATに乗って戦場で功績を上げてきたという経歴も相まってメルキア軍の兵士たちに頼もしさを感じさせる存在である。しかしその精神は全てのATの元となった謎のマシン・レグジオネータに支配されており、レグジオネータの傀儡として「メルキア騎士団計画」を秘密裏に遂行していく。その顔に残る大きな傷跡は、テストパイロットとしてレグジオネータを操った際に生じたもの。3機存在するゼルベリオスのうちの1機を愛機とする。
実はケインと同様に旧劣等種の因子を持っており、トライブの弁ではギルガメス高官が捕虜のバララント人女性に産ませたとされている。その肉体的資質がレグジオネータの求める存在に近かったため傀儡として選ばれている。そしてロリンザーはレグジオネータの目論見通りにATという兵器を表舞台へと登場させ、それを発展させていく。つまりアストラギウス戦史にて特筆されるべき事項であろうATの出現すらも、少なくともレグジオネータとその操り人形たるロリンザーにとってはメルキア騎士団計画の前準備の一つに過ぎなかったということになる。
K'（ケイダッシュ）
W-1の生体コンピュータより生み出されたケインのクローンで、メルキア騎士団計画の中核を担う存在。レグジオネータが自らに適合する肉体を持つ人間として「作らせた」。外見はケインに酷似している。
W-1の生体コンピュータは人間を産む機能を備えているが、通常は赤子の状態で産み出すのに対し、K'はその肉体が成人のレベルになるまで生体コンピュータ内で育成されてから産まれ出ている（K'を産み落とした生体コンピュータは、直後に機能を停止している）。その直後からすでに言語を解し会話ができる上、レグジオネータや敵であるケインについてなど最低限の必要な情報は知っていた様子であった。
ケインと同じ遺伝子情報を持っているため旧劣等種と同様の強靭な肉体と生命力を有しているが、余計な知識の刷り込みや肉体的鍛錬は施されていない（また一切の欠陥も持たない）真っ更な状態。レグジオネータが求めたのはまさにこの状態の人間である。産まれてすぐにレグジオネータを操りこなし、自らの誕生に与したキーマ・センクァターを、乗っていたカラミティドッグ・グリーンバージョンごと葬り去る。その後もレグジオネータとの同調は進み、ケインと初めて対峙した時にはゼルベリオスを破壊したばかりか左目を失明させ、ケインが逃走する最中には左手首をも奪うが、ロリンザー同様、K'もまたレグジオネータの意志の伝達者に過ぎない。
タイトルが名前そのものになっている第3巻でなく、第4巻で登場する。
レトラ・トライブ
ケインが救い出した旧劣等種たちをかくまう、つかみどころのない雰囲気を持つ老人。顔にロリンザーと同様の大きな傷跡がある。ATには乗らず、旧式の戦車デルノバを愛用する。
実はATが出現する以前にメルキア軍の戦車兵として名をはせた男である。かつてはロリンザーの無二の親友であり、共に発掘されたレグジオネータのテストパイロットに選ばれている。しかしトライブは旧劣等種ではなかったため、レグジオネータの意思を遂行する存在とはなりえなかった。これがきっかけでロリンザーと決別し、軍からも姿を消す。
軍が旧劣等種狩りを始めた頃から独自に行動を開始し、ロリンザーの陰謀を知ったミーマとも連絡を取り合っている。
ヴィスコ・ヤンセン
元々は闇商人の一員だった少年。ギ・グロリーの戦闘の後ケインが乗ってメルキアに帰って来た揚陸艇の中からゼルベリオスを盗み出し、「青の騎士」の名をかたってバトリングをしていた。ボウの街でメルキア軍に捕まり血液検査をされ、旧劣等種の因子を持つことが判明したため、ロニーと共に処刑される。
シェラ・デュドネ
軍の女性学者で、K'とW-1の制作スタッフ。階級は大尉。ク・アマの街でのW-1の挙動からクローマをケインと疑い、反徴兵グループに潜入して付きまとう。旧劣等種抹殺の命をロリンザーから受けており、その旧劣等種を探しだしてはソー・クラウス基地へと連行し、処刑するようにしていた。W-1の異常の原因を、オリジナルの存在であるケインにあると見ており、ケインとW-1の決着を望んでいたが、それを見届ける前にロニーを殺されたケインの怒りに触れて射殺される。
コル・ニコル
ク・アマの街の反徴兵グループのリーダーで、百年戦争再開後の軍の一方的な徴兵令に反発する人々を集めて、抵抗組織を作っていた。自身に心酔するカリオス・リースを始めとした、軍の考えに反抗するク・アマの街の人々を言葉巧みに信頼させていたが、実際は軍と内通しており、集めた仲間達を軍に平然と売り渡す卑劣漢だった。
ラフィット・ハーベイ
ソー・クラウス基地のAT部隊隊長で、階級は中尉。フィア・ダンベルに乗って指揮を執るが、自分の命令に全く従わないW-1の扱いに手を焼く。
生粋の軍人であり、戦争は人間同士がやるものだという信念を持っていたが、無人ATによる軍団を作り出すメルキア騎士団計画に疑問と反感を抱く。しかし、そのために軍に逆らった処分として猟兵に降格されてしまう。
カペリ・テマトラン
ロリンザーの部下でソー・クラウス基地司令官。階級は大佐。ハーベイとは違う意味でメルキア騎士団計画に疑問を抱いているが、ロリンザーの命令には納得出来ないままに従っている。シェラの話からW-1の異常原因がケインにあるとにらんで、ケインを拷問にかける。
ケインにソー・クラウス基地を壊滅させられ、後にヴィクワール基地へ配属されるが、そこでも彼によって基地を破壊されてしまい、ケインに恨みを抱きながら自害する。
カム・ホルダイン
ロリンザーの盟友で、元メルキア軍技術将校。ロリンザーと行動を共にしながらW-1の開発と、レグジオネータの調整並びに、ケインの細胞から誕生したK'の研究と教育を任されている。
若き日にバララントの爆撃によって太古の地層から掘り出されたレグジオネータを発見後、タックスに指示を仰いで機体研究と解析を任せられ、その研究の中でロリンザー同様、レグジオネータに取り憑かれていく。ロリンザーほど魅入られてはいなかったため、彼にレグジオネータへの反逆を勧めるが、すでに彼がレグジオネータの完全な操り人形になっていることまでは気づかず、それがレグジオネータに知れることになり、ロリンザーの手で処刑される。
レグジオネータを掘り出した時には、その存在に恐怖を覚えているが、ロリンザーとトライブをレグジオネータのテストパイロットに推したのはホルダインである。
ワクト・タックス
かつてのメルキア軍大将であり、若き日のロリンザーとトライブの上官。
バララントとの戦いが激しくなる百年戦争中期、同じく部下だった若き日のホルダインによってレグジオネータと対面し、直ちに機体解析と、それを元にした兵器の設計・研究・開発を命じ、それがMT（マシントルーパー）、ひいてはATを生み出していくことになる。
本来はバララントとどのようにして停戦に持ち込むかと考えていた和平派だったが、レグジオネータと遭遇した後、「この戦争はどちらかが滅びるまで終わらない」と何かに取り憑かれたように考えを豹変させ、それが百年戦争末期の苛烈な戦火をもたらす結果を生む。つまり、レグジオネータに洗脳された最初の人物と言える。
ギー・ゾクサーネン
ロリンザーの懐刀として政敵の暗殺や旧劣等種の抹殺を自ら執り行うメルキア軍人。逆立てた髪やギョロリと血走った眼といった外見的特徴から、その内側に抱えた狂気が見え隠れしている。ロリンザーに心酔しており、旧劣等種ではないにもかかわらず最終段階に入った「メルキア騎士団計画」を仕上げに導くべく暗躍する。
ケインとの戦いでは偶然発見されたインサニティ・ホースで逆襲に転じられて機体を破壊されるが、ATの機能が失われると今度は自らの手でAT用ヘビィマシンガンのトリガーを引いて抵抗を試み、最期までケインを討つことをあきらめなかった。
キーマ・センクァター
ミーマ・センクァターの兄で、メルキア軍情報部中佐。ロリンザーに忠誠を誓いメルキア騎士団計画遂行に当たっていたが、それを知ったミーマに自白剤を飲まされメルキア騎士団計画について全てしゃべってしまっていた。これによりミーマは艦隊を率いてバララントに向かったと見せ掛け、実際には軍の指揮系統より逸脱し独自の行動を開始する。
W-1より誕生したK'をロリンザーの下へ連れ帰った直後にこの件をゾクサーネンにとがめられ、カラミティドッグ・グリーンバージョンで謎のATと戦うことを要求された結果なす術もなく殺される。その謎のATとはレグジオネータに他ならず、操っていたのは皮肉にも自らが誕生に携わったK'だった。
マティ・ウォルシープ
旧劣等種の少女で、考古学者の父親がいた。軍によって家族を殺され、ヴィクワール基地で他の旧劣等種の人々もろとも処刑されそうになるものの、直前にケインによって救出され、以降ケインを慕っていく。
救出された絡みで出逢ったトライブと行動し、生き残った自分と同じ旧劣等種の少年少女たちのまとめ役となり、手脚を失うほどの重傷を負いながらもなおあきらめずに戦い続けるケインを救うため、父親が見つけ出したキューブを探し出し、レグジオネータに勝つため、廃人になる危険性も省みず覚悟を決してミーマに自身の記憶検出走査を頼む。
ウォーリィ
キアの街に住んでいた旧劣等種の少年。お調子者だが、自分より強い相手に凄まれると弱気になる。ケインに助けられ、マティと同様、戦うケインの姿に勇気づけられていく。
片足を失っても戦い続けるケインの生存を、ミーマの部下ブリンクマイヤーに伝える。
ファビ・ミナルディ
バララントのAT乗りで、数少ない生き残り。再戦後の壮絶を極めた戦いの中生き残ったことからも分かる通り、操縦の腕はかなりのもの。彼もまた旧劣等種の因子を持った人間である。
メルキア騎士団計画の発動で母星を失うがミーマの率いる艦隊に救出される。当初はミーマの「（メルキア騎士団計画によって）人の住める星はなくなった」という言葉を信用しなかったが、直後にW-1をコアとした人狩りのための戦艦・トレーザーハンターとミーマの部下との交戦やW-1の正体を見せ付けられ、以後ミーマに協力してメルキアへと向かう。彼の愛機グラバールはテスタロッサの最終仕上げの参考にされたようである（グラバールとテスタロッサの、ジェネレーターとアクチュエーターによる動作をメインとした設計は奇遇にも全く同一のコンセプトである）。
メルキアではキューブ探索中のケインやミーマにテスタロッサを届けるが、彼ほどのAT乗りをしても乗りこなすことはできず負傷してしまう。その後の最終決戦には破損していたグラバールを修理して参戦する。
ディーロ・サンジアーノ
ミーマの部下で、生粋のメカニックマンである。試作型のライジングトータスから全てのFX-ATを開発テストし、最後にケインにテスタロッサを渡す大役を果たし死亡する。
ブリンクマイヤー
メルキア情報部のミーマの部下で、ミーマの命でメルキアに降り、メルキアでの異変を監視、報告していた。ケインの動向を探る使命も受けており、ケインがレグジオネータに敗れた際、その身の犠牲を以ってケインを生き長らえさせた。

### ムックでのみ登場したキャラクター
スラ・ムスタファ
メルキア赤道部に近いヨルダ地方出身のバトリング選手。民族衣装を模した耐圧服を着用し、常に水パイプを嗜好しておりバトリングの最中であっても離さないといわれている。
愛機は09系（ベアータイプ）を改良した熱砂の皇帝（トロピカルサルタン）。相手のATの腕をつかみ、加速をつけてフェンスに激突させる「アーム・ホイップ」で観客を沸き立たせる。
メスメル・クロウリー
1000年前に弾圧され姿を消したメルキア・ベネゲセリット教会の伝道師の姿で登場するバトリング選手。彼のプロフィールは謎に包まれており、バトリング参加も金のためでなく、神意によるものとコメントしている。
愛機はトータス系を改造した地獄の宣教師（ヘル・ミッショネル）。倒したATの首をトレードマークの大鎌で切り落とす狂乱プレイで人気を集める。デザインモチーフはKKK（クー・クラックス・クラン）の装束。名前は実在の自称魔術師アレイスター・クロウリーより。
エル・ブリアン
中世メルキアのマーチに乗って登場するバトリング選手。
愛機はパープルベアー系のカスタム機、狂乱の貴公子（レイジングプリンス）。クリーンファイトを売りにし、相手の反則攻撃を易々と受け流し、確実にダメージを与える戦法に熱狂するファンも多い。しかし、青い機体に対しては過剰ともいえる攻撃を加え、完膚なきまでに破壊する狂乱プレーを見せる。彼自身この件に何もコメントしないので理由は不明。
サトッシュ・チバン
ダノバシティーのバトリング選手。
愛機はパープルベアー系のカスタム機、パープルタイガー。

## 登場メカ
本作のメカデザインは、やや複雑な経緯で生み出されている。オリジナルである『デュアルマガジン』連載版では藤田一己がメカデザイナーであったが、ソノラマ文庫では挿絵担当者であった幡池裕行がデザインそのものも一新し、これが作品の一般イメージとして定着した。さらに、ソノラマ文庫版をフィーチャーしたホビージャパンのムック2冊ではFXシリーズを始めとするATを藤田が再度リデザインした。このため本作で誕生した多くのATはデュアルマガジン版、ソノラマ文庫版の2バージョンのデザインが存在し、機体によっては3バージョン存在するものもある。本項では複数デザインが存在する場合は、ソノラマ文庫版で幡池が描いた機体を解説する。
ATの細部の設定等については、アーマードトルーパー#設定を参照のこと。

### 黒き炎編
ベルゼルガ（ブルーナイト）
形式番号: ATH-Q63-BTS
クエント人傭兵シャ・バックが自らの陸戦用ヘビィ級AT「ATH-Q63 ベルゼルガ」を戦後も所有し続け、バトリング用に改造したもの。本来は圧搾空気射出式であるパイルバンカーがアームパンチ用カートリッジ3発で射出する方式に改修され、両腕にもギルガメス製ATの標準装備であるアームパンチ機構が追加された。また、背面のスーパーチャージャーは瞬間的に機体出力を60％向上させる。
シャドウ・フレアとのリアルバトルにおいて初代オーナーであるシャ・バックが殺害され、残された機体をケインが引き継いでいる。この物語中での「ベルゼルガ」という機体名は、古代クエントで異能者を追い払った凶暴な勇者の名から採られたということになっている。
シャ・バックが施した改造の中には、融機人を含めた異能者やそれに類する能力を持った人間（＝本作における旧劣等種、ベルゼルガ）といった、マシンとの適合性が突出して高い人間のみに対応する、操縦者の身体の動きや意思に追従してATを動作させられるフィードバックシステムの搭載もあった。これはシャ・バックから与えられた耐圧服にシステム用の端子が仕込まれていた事も含め、ケインが全く知らない機構だった。このシステムは耐圧服含めて、後のFX-ATにおけるフル・シンクロ・システムの参考とされている。
バトリングの試合場に入場する際は格闘技イベントさながらに、「ワルキューレの騎行」ならぬ「バーサーカーの夜行」というテーマソングが流される。
ベルゼルガ（スーパーエクスキュージョン）
形式番号: ATH-Q63-BTSII
数次にわたる改修を施されたため、時期によって外観に多少の相違がある。特にシャドウ・フレアとの戦いによる大破から修理・改修された際はライジングトータス用ジェットローラーダッシュと次期主力M級AT用のアームパーツ（大型化しているためH級のベルゼルガに適合し、従来の1.5倍サイズのアームパンチカートリッジを使用する）やマッスルシリンダーを使用し、更にパイルバンカーにソリッドシューターの弾体射出装置を移植したことで大幅にパワーアップした。後にムディ・ロッコルのグレー・ベルゼルガからパイルバンカーを受け継ぎ、マッスルシリンダーをミーマから託されたFX用のものに換装する事で、ケインが求めた“友の仇＝シャドウ・フレアへの処刑執行に足る戦闘力”を獲得するに至った。これに伴ってロニー・シャトレによって「ベルゼルガ・スーパーエクスキュージョン」のグレードを提案され、ケインもこれを了承した。
デュアルマガジン版では肩にクエント式の高性能センサーを装着している。改修前の白い左肩には「BN」（アストラギウス文字ではない地球のアルファベット）の文字がある。
シャドウ・フレア（黒き炎）
型式番号 : 不明
ラスト・バタリオンを率いるクリス・カーツの搭乗する謎の多いATだが、実はバララント軍の新型AT。リアルバトルを利用してのテスト及びデータ収集を行っていた。左手に アイアンクローを装備し、右腕には大型のソリッドシューター（バズーカ砲）を備え、本機の圧倒的な戦闘力の前に、5分と保った機体は存在しないといわれる。
デュアルマガジン版ではストライクドッグのプロトタイプという位置づけで外観も類似点が多かったが、小説版での設定画においてはまったくの新型機という扱いで、形状もドッグ系のイメージを残しつつも、スーパーヘビィ級の超大型機体となって、大分違うものになっていた。
なお、アイアンクローだけではなく右腕部に収納式の小型パイルバンカーを収納しており、ブルーナイトとの最終決戦は、奇しくもパイルバンカー対パイルバンカーの対決にもなった。
コクピット周辺部をゲル状の物質で満たしており、外部衝撃による内部と搭乗者のダメージを減らす工夫がされている。
ダークオックス（ストロングバックス）
形式番号：ATM-09-STC
バトリングにおいてクリス・カーツ操るシャドウ・フレアのパートナーをつとめるオウラ・ニガッダの搭乗するAT。機体の各所に、相手の動きを封じるためのワイヤーや杭など、本来のバトリングであれば反則になる隠し武器を搭載している。パイロットの技量と相まってリアルバトルにおいて実力者たちを血祭りにあげていく。
「ダークオックス」という機体名称は本編中では登場せず、ホビージャパン刊行のムック（別項参照）で命名されたものである。
グレーベルゼルガ
形式番号：ATH-Q60
クエント人の老戦士、ムディ・ロッコル所有のヘビィ級AT。ロッコルは旧劣等種として顕在化してきたケイン（青の騎士）を捜し求めて同じくバトリングの世界に身を置いていたのであり、自分のベルゼルガに似た青い機体を選んでは対戦していた。シャドウ・フレアとの一戦でパイルバンカーを失ったケインはその噂を聞きつけ、ロッコルのパイルバンカーを譲り受けようと接触を試みる。
パイルバンカーを賭けたケインとの試合中に乱入してきたシャドウ・フレア配下のATに機体を破壊されたロッコルは、戦場で鍛え上げた己のパイルバンカーをケインに譲り渡し絶命する。
リングネームでもある「グレー」は機体の地金をむき出しにした外見からきている。
デス・メッセンジャー（スコープドッグ）
形式番号：ATM-09-STCBS
レッドショルダーに所属していたラドルフ・ディスコーマの搭乗する機体。背部に搭載したミッションパックは、ミサイルポッドなどの火器管制の用途以外にも、シャドウ・フレアの過去の対戦データなどが全て記録されている。元レッドショルダー隊員であったことを誇示するためか、左肩を赤く染めている。
基本的にはアニメ本編に登場したスコープドッグと同じタイプであるが、他のATと同じく幡池裕行によるリファイン仕様であり、本編に登場した機体とは細部が異なる。
デュアルマガジン版での機体は『ボトムズ』テレビシリーズでキリコが使用した機体と同様のいわゆる「レッドショルダーカスタム」であり、ソノラマ版でも「左肩」を赤く塗装している。
キリコが使用したRSC（レッドショルダーカスタム）に比べ、全高が低くなり、武装が若干減らされている代わりに機動性が向上している。
ファニー・デビル（ファッティー）
形式番号：BATM-03BTS
密輸船からロニーが脱出する際に使用したファッティーを、アグの街でバトリング仕様に改造したもの。密輸船が軍に攻撃を受け脱出する際、ケインはロニーを格納庫に放置されていたファッティーに乗せて陽動として利用したのだが、彼女は何とか逃れることに成功する。バトリングで生計を立ててゆくためにこの時の機体を改造し、本来は宇宙戦用のファッティーには搭載されていないアームパンチ機構やグライディングホイールを付加している。
カラーリングはイエローで、試合時には敵国であるバララントの軍歌が流され、ヒール（悪役）として人気を博す。
アイアンマン1（ダイビングビートル）
型式番号:ATH-06-BTS
ダイビングビートルをバトリング用に改造した数少ない機体で、搭載火器は一切持たない代わりに、右手に大型の アイアンクロー（ムックではクラッシャーアーム）を備え、接近戦において強力なパワーで敵を引き裂く格闘戦用に特化させた機体で、ブロウバトルで威力を発揮する。
ボウの街のレスラー兄弟の兄、ガニアルが乗り込み、弟の火力支援を受けながら敵に突撃する戦法を得意とする。
アイアンマン2 （スタンディングトータス）
型式番号:ATH-14-BTS
ボウの街のレスラー兄弟の弟ボーグル専用機で、スタンディングトータスに多くの重火器を搭載しているバリエーション。
ブロウバトルを得意とする兄とは対照的に、多彩な火器を用いたリアルバトルに合わせており、遠距離砲戦の弟と接近戦の兄という組み合わせでのタッグチームで知られている。
ホイールドッグ
形式番号：ATM-09-SC
軍警察の警官が使用するドッグ系AT。本作ではアグ以外の街でもこのタイプのATが配備されている。スコープドッグベースの頭頂部などにパトランプ、専用のシールドなどを追加したような外観。棍棒にヘビィマシンガンを組み合わせたような武器を装備する。本来のトリガーを引くとサイレンが鳴るなど、通常のドッグ系とはいささか操縦関連の取り扱いが異なる。
なお、PS版ゲームでは改造不可能機体であり、スコープドッグとは全く異なる機体になっている。
ライジングトータス
形式番号：ATH-14-BTS
トータス系の改造機と思われる意匠をしており、「退役をせまられたエンジニアチームが首をかけてチューンしたという逸話を持っている」とも言われるが、その実はミーマ・センクァター指揮の下でバトリングを利用してのテストを行っていた新型の機体。仮の型式番号はATH-16。この機体でのテストデータなどが次期主力AT・FXシリーズへフィードバックされていたようである。
後に登場した後期型はジェットローラーダッシュを備え、ヘビィ級ATであるにもかかわらず、速度ではシャドウ・フレアと同等の力を持つ。
オクトバ
形式番号：CATM-08
百年戦争停戦の8年前に消滅したクロア星で独自に開発されたAT。宇宙戦を主眼に入れた仕様のため機動性を売りにした機体。開発国（星）が失われ機体自体が希少化している上に、残存した機体も補修が必要な際はメルキア製ATなどの部品により賄われているため、オリジナルの形状とは言えないようである。
作中ではロニーのファニー・デビルと対戦する。
ポッドベリー
形式番号：BATH-X1
バララント軍が開発したXシリーズ1号機。作中ではクリス・カーツ配下のラスト・バタリオンの部隊が使用。
その高性能ぶりは従来のギルガメスATでは対抗不可能と言われる。ファッティーを拡大し、踵部をそのままグライディングホイールにしたような脚部が特徴のフォルム。

### メルキア騎士団計画編

#### ギルガメス軍
FXシリーズ
FX（フェックス）シリーズとはギルガメス軍次期主力AT開発計画の根幹となる「マン・マキシマム構想（搭乗者優先の設計思想）」の元に開発された機種の総称であり、テクノロジーの大半は従来存在したAT技術の応用だが、ケインのベルゼルガに搭載されていたフィードバックシステムを元に開発された、コンピュータと人間をつなぐフル・シンクロ・システム（以下FSSと略す）を導入することで、搭乗者の望む動作を忠実に再現することを可能にしている。加えて2枚の鋼板の間にセラミックスを挟み込んだ複合装甲による軽量化と耐弾性強化、改良されたポリマーリンゲル液と機体特性に合わせて新設計されたFX-MCの採用、マッスルシリンダーから発生する電力を用いたパワーモーターを使ったグライディングホイール等、従来機以上の高い運動性能を発揮できる機体となっている。しかし最新技術を導入したことで操作系が若干複雑化し、それを嫌うベテラン・パイロットも多いという。なお、FSSを使用するにはFXシリーズ専用のパイロットスーツを着用しなければならない。
機体のサイズも一回り大型化し、それと同時に各クラスに要求される戦術兵器としての機能や能力も、FX以前のATでは上のクラスの機体が担っていたものへとシフトしている。例えばFXのライト級は旧来のミッド級標準機（＝スコープドッグ）同様の「あらゆる戦局に対応できる汎用性の高い機体」という位置づけになり、FXのミッド級は機体仕様が若干細分化された特殊任務機として旧来のヘビー級が就く任務での運用が想定されている。
通常FXシリーズといえばライト級のノヴィ・ガゼル、ミッド級のカラミティドッグ、ヘビィ級のフィア・ダンベルを指すが、それ以外にもノーマルドッグやベルゼルガSSS-XテスタロッサなどFXシリーズのテクノロジーを導入したATは存在する。しかし開発経緯や用途の特異性からFXシリーズとは呼ばれない。ベルゼルガSSS-Xテスタロッサも型式番号は「ATM-FX∞」であり、FXナンバーの機体群に含まれている。

カラミティドッグ系
ギルガメス次世代AT開発計画のうち、ミッド級の位置を担う次世代AT。従来のミッド級ATの役割がライト級FX-ATへとシフトしていくことに伴い、ミッド級FX-ATは汎用高性能機として特殊任務用に特化し、ブルー、レッド、グリーンバージョンの3機種が設計されている。形式がミッド級ATとはいえ従来のヘビィ級ATと同等の大きさであることから、ミッド級ATの用途は従来の量産ATの座から外れ、主に特殊任務用として使用されることになる。下半身は全て共通部品で構成されており、降下作戦において主力となるため脚部にスラスターを装備している。宇宙戦においてはこれがメインスラスターとなり、姿勢制御にはオプションのバーニアパックを用いる。性能面ではパイロットとコンピュータをつなぐFSSに加えてマッスルシリンダー、グライディングホイール、装甲等が一新され、全ての面で従来型ATを上回る性能を達成するに至った。
『絶叫の騎士』とホビージャパン刊のムックに掲載された外伝小説にグリーンバージョンが登場するが、レッドバージョンは本編・外伝のいずれにも登場していない。
なおテレビシリーズの32年後の世界である後日談の『赫奕たる異端』では、これらFXATは一切登場しないが、その理由は生産コストの高さとミッションディスクが期待通りの働きをしなかったという後日設定となった。
ゼルベリオスVR-マキシマ（ATM-FX1 カラミティドッグ・ブルーバージョン）
形式番号：ATM-FX1
シャドウ・フレアとの戦いでベルゼルガを失ったケインに、ミーマ・センクァターが与えたAT。正式名称は「カラミティドッグ・ブルーバージョン ゼルベリオス VR-MAXIMA」。本来はギルガメス軍次期主力AT「カラミティドッグ」の白兵戦仕様（ブルーバージョン）であるが、特別に搭載された戦闘用コンピュータ「VR-MAXIMA」により通常のブルーバージョンと区別するため、「ゼルベリオス」の呼称で呼ばれる。「ゼルベリオス (ZERBERUS)」という名は「地獄の番犬：ケルベロス」のドイツ語訳である。これは本機がウォリアー・ワン (W-1) のパワーアシスト機能を持ち、本来は文字通りW-1たちの「番犬」として作られたことによる。
次期主力ATの中でも最高の白兵戦能力を誇るが、パワーウェイトレシオはグリーンバージョンに劣るらしい。ブルーバージョンはベルゼルガを参考に開発されており、左腕のシールドユニットにはパイルバンカー（ケイン曰く「メルキア製」の「偽物」）が装備されている。
作中にはケインが使用した機体の他に、ギー・ゾクサーネンとネブロウ・S・ロリンザーが搭乗したものが登場する。「ゼルベリオス」の名称で呼ばれるATはこの3機しか存在しない。なおゼルベリオスはFXの中でも唯一「マシン・マキシマム構想」（機体性能優先の設計思想）が導入された機体である。ミーマは自らの手でゼルベリオスを操縦してケインの元まで運び引き渡しているが、この際戦闘は行っていないにもかかわらず加速させただけで肋骨を折る怪我を負ってしまっている。この苦い経験が、以後彼の元で開発されるATのほとんどに「マン・マキシマム構想」が導入されるきっかけともなっている。逆にいえばゼルベリオスがそれほどのパワーを誇っているということだが、ケインやロリンザーはともかく旧劣等種ではないゾクサーネンが何ら苦にすることなく操っていた事実は驚異的といえる。
ケインの機体は、ケイン自身の操縦能力では既に物足りないものとなっていたのに加え、駆動系とポリマーリンゲル液の劣化によって徐々に性能を低下させながらも、W-1を始めとするATと戦い続けていくが、レグジオネータの圧倒的なパワーの前には為す術も無く果てる。
ゾクサーネンはパイロット技量こそケインにはやや及ばなかったものの、ケインが搭載コンピューターによるATの停止機能（本来はW-1の起動と停止を命じる目的）に気づかなかったため、その機能を用いたゾクサーネンによって自機のコンピューターをクラッキングされ、機能を停止したところにつけ入られてケイン自身の右足を失ってしまうが、土壇場でインサニティ・ホースを手に入れたケインの発砲によって、ゾクサーネン機は破壊される。
ロリンザーの機体はレトラ・トライブの操縦する戦車デルノバと対決して倒した後、ケインのテスタロッサと戦うが、既にATの戦闘力という次元を遙かに超越したテスタロッサの前には相手にもならなかった。
カラミティドッグ・レッドバージョン
形式番号：ATM-FX1
カラミティドッグシリーズの砲撃戦仕様機。同一口径であれば徹甲弾、榴弾、ミサイルなど弾種を問わず発射可能な50mmガンランチャーを装備する。頭部は、ハッチ部との一体構造で耐弾性は高いが近接戦闘には不向きである。
カラミティドッグ・グリーンバージョン
形式番号：ATM-FX1
カラミティドッグ系の基本型となる機体。最も生産台数が多く、3機種の中で一番汎用性の高い普及機である。左腕に近接戦闘用の アイアンクローを装備し、一般兵士向け仕様でもパーフェクトソルジャー専用機である秘密結社のXATH-02（ストライクドッグ）と同等の性能を実現した。
ソノラマ文庫版とデュアルマガジン版では頭部形状等が異なり、ややドッグ系ATのデザインを継いでいるデュアルマガジン版に比べ、ソノラマ文庫版では頭部形状が無機質な仮面のようになっている。
外伝小説「FEEDBACK 誰かが霧の向こうで……」ではケインが叩き伏せたディックの部下が乗って、ベルゼルガに襲いかかり、装甲は従来型ATの火器をものともしない性能を見せるが、パイルバンカーには無力で、その一撃によって返り討ちに遭う。
フィア・ダンベル
形式番号：ATH-FX1
ギルガメス次世代AT開発計画のうち、後方支援・対要塞・対戦艦を想定して造られた次世代のヘビィ級量産型AT。大型の火器・火砲を装備し、装甲も最大28ミリの複合装甲などで強化されているため、従来のATの火砲では全く歯が立たない。それゆえパイロット生存率を大幅に向上させている。ヘビィ級に位置しているが、FX-ATそのものの大型化に伴い、スーパーヘビィ級ともいえるサイズとなる。スタンディングトータスをベースにした試作機のATH-16ライジングトータスを経て完成。トータス系の後継機に当たる。
フィア・ダンベルは装甲の形状、すなわち外見の異なる2種類の機体が存在している。ラスト・バタリオンとの決戦の際ミーマの率いるFX隊が使用した機体はFX以前のAT（特にATH-14-ST）の意匠を多分に残しており、再戦後メルキア内で反徴兵グループの鎮圧などに当たった部隊で同型の機体が使用されているため「メルキア星内仕様」とも呼ばれる。もう1種類はターレット状の頭部を持たず、全体を見ても従来までのATとは印象を異にする。
『K'』ではラフィット・ハーベイの搭乗機で、強力な性能を誇ったものの、W-1に破壊され、行動不能となってしまう。
ノヴィ・ガゼル
形式番号：ATL-FX1
ギルガメス次世代AT開発計画のうち、従来のミッド級ATの役割を担い陸戦における主力兵器となる次世代ライト級AT。新装甲や新型マッスルシリンダーの採用、新技術の導入により、従来のミッド級ATの性能をそのままに、軽量・高機動化を実現させた。従来よりパワーアップされたため、大型火砲の搭載も可能になっている。
FX-ATながらミーマの率いる部隊では運用されず、劇中では敵メカとして登場。ロリンザーの部下達がこの機体でケインを幾度も襲撃するが、ケインとゼルベリオスの敵ではなく、交戦した機体は全て破壊される。
ウォリアー・ワン
形式番号：ATL-KH1-FX
一型装甲兵士。通称「W-1（ダブワン）」。メルキア騎士団計画の中核を担う機体である。
生体コンピュータを搭載したライト級の無人の装甲歩兵であり、本来コクピットに相当する場所を生体コンピュータに代用させていることで、人間以上の判断力と従来型コンピュータ以上の情報記憶容量と高速演算処理が可能。それゆえ従来のATをはるかに上回る運動性能を発揮する。生体コンピュータを搭載した頭部ならびに胴体部以外の部分を換装することで様々なミッションに対応できるよう種々のオプションが用意されている。またVR-MAXIMAコンピュータを搭載したカラミティドッグ・ブルーバーション“ゼルベリオス”との有機的連動が可能。これはライト級に満たないボディーから来るパワー不足を補うためのシステムである。その究極の目的は「人の介在しない戦場」を実現することにある。搭載された生体コンピュータには機体制御以外にも、人類殲滅後の世界に旧劣等種の強靭さを持った新たな人種を誕生させるという重要な機能が隠されている。この生体コンピュータには旧劣等種であるケイン・マクドガルの遺伝子情報が利用されており、これによりケインに対して共鳴ともいえる影響を及ぼして彼を苦しめる。
ほとんどの人類が殲滅された後の街などに多数が配備され、各機体に搭載された生体コンピュータ内にて新人種を生み出す（ケインのクローンであるK'を生み出すようにプログラムを入力された機体は、機能を停止してしまう）。腹部にサブアームを搭載しており、さまざまな作業に使用する。生み出した赤ん坊をこのサブアームで抱いて世話をしたりもできることから、かなりの精密な動作が可能なようである。
FSX系
メルキア騎士団計画完遂を目論むロリンザーが、W-1を支援するために開発させた無人AT。FSX-1、FSX-2、FSX-3の3機種が存在し、それぞれが単機能化されている。これら3機種は、ともに簡易設計となっており、装甲も薄く、機体制御系は簡略化され、組み込まれているコンピュータも精度の低いものである。そのため単独で使用することは出来ず、W-1からの遠隔操作を受け行動する。作中では主に「サテライト系」と称される。
FSX-1
形式番号:ATL-FSX1 SATELLITE
陸戦専用のFSX。グライディングホイールを装備し、内蔵式の重火器を用いた掃討作戦に特化した機体。メルキア騎士団計画発動後、惑星上の生存者を虐殺したのはこの機体である。また、この機体にはW-1のコンピュータ回路と、地上戦艦等の制御系を同調させる回路が内蔵されている。これによりFSX-1は、放置された兵器をW-1専用に変えることの出来るコネクターとしての役割も担っている。
FSX-2
形式番号:ATL-FSX2 SATELLITE
宇宙戦専用のFSX。大出力の推進装置を装備し、W-1の推進ユニットとしても機能する。宇宙戦専用の設計であるため、走行装置は無く、脚部は機体のバランスを保ち高機動化を実現するために取り付けられたものである。そのため、機体整備等でしか脚として機能しない。FSX-1同様コネクターとしての機能も持つ。
FSX-3
形式番号:ATL-FSX3 SATELLITE
後方支援を主眼に開発された重火力型。大気圏内外共に活動できるが、コネクターとしての機能も無く、W-1の弾薬庫といえる。
ノーマルドッグ
形式番号：ATM-09AE
名機となったATM-09STシリーズの運動性にFXシリーズのテクノロジーを組み合わせて、より性能の高い機体を生み出すという思想の元に開発された機体。AEとは「エアリィ・エリミネーター」の意。マッスルシリンダーや制御系はATL-FX1の物を流用していることから、本来ならFXシリーズライト級ATに分類されるべきATである。当初の計画では、この機体はごく少数しか生産されない予定だったのだが、複雑化したFX-ATの操縦系統に難を唱える声、そしてなにより、20年近くギルガメスの主力を勤めてきた「09使い」達の声により、メルキア軍内に確認できるだけでも35機は生産されているという。
ハウリング・ベア
形式番号：ATH-FX2 I-MARK
W-1との戦いを考慮してミーマ・センクァターが製作を命じた、いわば「対メルキア騎士団計画用」AT。レグジオネータとの最後の戦いでミーマ自らが駆ったATでもある。
ATH-FX2の名を冠されてはいるがフィア・ダンベルの後継機ではなく、新たに設計し直された機体。軍の施設を利用して「対メルキア騎士団計画用AT」を作り上げるために「FX2」の名を利用した方便の結果なのである。それゆえ、完成後のFX2は全てミーマによって持ち出された。マン・マキシマム構想のコンセプトの元に開発されているため、ヘビィ級の機体の余剰スペースに火器を内蔵せず、装甲増強に当てることによりパイロットの生存率を強化、ならびに推進装置・駆動系にテスタロッサなどに使われた技術を使うことによりライト級FXに近い運動性能が与えられている。その運動性能よりI-MARK（「アイ・マーク」と読む。Iは衝撃〈インパルス〉の意）の名が冠されている。
ベルゼルガ テスタロッサ
形式番号：ATM-FX∞
テスタロッサとは「赤い頭」という意味のイタリア語であり、その名の通り後頭部から突き出したトサカ状のパーツは赤く塗られている。そしてミーマ・センクァターの「遺言（テスタメント）」のダブルミーニングであるとされている。型番にある「SSS-X」は「スリーエスエックス」と読み、空 (Sky)、海 (Sea)、宇宙 (Space) を制する (X) という意味。
ケインの最後の搭乗機にして、最強のAT。最古にして究極のAT、レグジオネータを倒すため、ミーマがかつて封印していた「マシン・マキシマム構想」を元にケインの愛機であったベルゼルガを参考にして開発した機体。FXを含めた従来のATと最も異なる点は主動力源としてジェネレーターを内蔵しており、マッスルシリンダーはわずかに補機として使用されているのみというところ。この抜本的な構造変更に伴って出力はミーマが求めた通り爆発的に増加したが、通常の人間であれば最大出力に至る前に身体に掛かるGに耐え切れず死に至るほど。加えて旧劣等種で歴戦のATパイロットであるファビですらその出力には耐え切れなかったため、実質的に旧劣等種の中でも特に強靭な肉体と本能的な闘争心を擁する「ベルゼルガ」＝ケインが搭乗することを前提とした機体であるが、そのケインでも身体にかかる負担を苦痛としている。
FXシリーズ（『ボトムズ・バイブル』では、カラミティドッグの派生機とされている）を始めとする全アストラギウス銀河の戦闘テクノロジーを結集し、シャドウ・フレア型センサーやクエント製センサー、内蔵火器まで加え、単結晶合金製パイルバンカーの長槍（ギ・グロリーから回収されたベルゼルガ・スーパーエクスキュージョンのもの）が装備されている。これに古代クエント人がレグジオネータを追放する際に使用したエネルギー推進装置「キューブ」を装着することで本来の姿となる。キューブはパイルバンカーの長槍の使用に反応してレグジオネータをはるかに凌駕するパワーを生み出す。その威力は地面に打ち込んだ衝撃によって1万機のW-1を飲み込むほどの地割れを引き起こすだけでなく、キューブを介して放射される膨大なエネルギーの放出による衝撃波によって、強靱な硬度を誇る鋼鉄をも粉々にしてしまうほどである。
また、拳打（アームパンチではない）による一撃だけでゼルベリオスを大破させ、戦闘不能にするパワーも発揮する。
最終決戦においてはケインが経験したレグジオネータとの戦闘データにより改修され、レグジオネータの放電現象による攻撃を無効としている（「改修済みだ、その攻撃は効かない」とケインのセリフがあるだけでどのように改修されたかは不明）。

#### バララント軍
グラバール
形式番号：BATH-X19
バララント新世代AT体系・Xシリーズに属する最新鋭AT。ほぼすべての性能においてギルガメスFX-AT以上の性能を持っている。搭乗者はバララント最後の生き残りファビ・ミナルディ。国力・技術力において優位にあったバララントが、劣勢を強いられることとなったAT開発において、停戦中・停戦後に技術者達が心血を注いだ技術の結晶ともいえる。バララント独自のテクノロジーを熟成させたこのATには、従来のATの特徴とも言えるマッスルシリンダーが存在せず、ジェネレーターとアクチュエータ系が駆動を担っている。結果、重量の中央集中が可能となり、全高5,000ミリを超えるサイズながらも軽快な運動性能を持つに至っている。

#### その他AT以外の兵器
レグジオネータ（RECTIONETER）
メルキアの約5,000年前の地層から発掘された人型兵器。その姿は有機的な独特の形状であり、明らかにアストラギウス銀河以外で作られたものである。本作の設定では、発掘したこの機体をメルキア軍が解析して、ATの原型となったマシントルーパー (MT) が開発されている。未知の駆動系とジェネレータを備え、これは現在においても解析不能（しかしその解析過程でマッスルシリンダーという技術が開発されたとされる）。重装甲の機体であるが、これはあまりにも高い運動性能を抑えるためのウエイトといえるものであり、その戦闘力は単機で800機のATを殲滅することすら可能である。パイロットが機体に慣れることでさらに機体性能が向上する。自身を使いこなすことが出来る人間の文明を作ることを目的にしており、そのためにコクピットには一種の洗脳装置がある。W-1の生体コンピュータが生み出したケインのクローンであるK'が搭乗し、ケインが駆るテスタロッサと死闘を繰り広げる。
劇中ではその圧倒的なパワーにより腕を振る動作だけで放電現象を引き起こし離れた場所のAT、FXタイプの装甲ですら紙のように切り裂く。本体を覆う装甲の下には長大な二対の翼のようなものを持ち、Vの字を二つ重ねたようなエンブレムを胸部に持つ。
作中の描写から、はまが『B-CLUB』誌上に連載（その後ソノラマ文庫において文庫版を刊行）した小説『兇兵器ヴァン・ヴィール』に登場する主役メカ、ヴァン・ヴィールと同一の機体であると思われ、Vの字を二つ重ねたエンブレムも、「Van・Veel」の略語であることがうかがい知れる。『B-CLUB』連載時の挿絵は藤田一己が担当していた。
下記ホビージャパン刊『BLUE KNIGHT』内で藤田が描き下ろしたカットでは、明らかにB-CLUB版ヴァン・ヴィールと同一と解るシルエットで描かれている。
デルノバ
120ミリ大型砲を備える重戦車。AT開発以前にはギルガメス星域軍随一の火力と機動力を備えた戦車で、ロリンザーとトライブはかつてはこの戦車に搭乗する戦車兵だった。トライブがロリンザーによって軍を追放された後、この車両を持ち出し、マティら旧劣等種の少年少女達を守りながらもキューブの存在するワルド地区へと行きつくことが出来た。
その後もトライブが乗ってW-1相手に戦い続けるが、ロリンザーのゼルベリオスとの戦いではATの機動力に付いていけず、砲塔を引きはがされ、無防備となったところでゼルベリオスの鉄拳を浴び、トライブは戦死する。
インサニティ・ホース
形式番号：KWA-SS750S
全長2メートル、自重15キロ超の旧式対戦車ライフル。ATが戦場に出現する前に製造されたものであるが、アーマーマグナムを遙かに凌ぐ威力を持ち、通常で30ミリの鉄板を撃ち抜き、最高で47ミリの装甲板をも貫通し、FX-ATすら破壊してしまう威力を持つ。しかし暴発する危険性が高く、あまりの威力に射手が肩を脱臼してしまうという弊害も生んでしまったために生産数は2,000丁にとどまっている。
ケインは銃としての用途以外に、杖代わりとしても使用する。
ギ・グローリー
異能結社が本拠地としても使用する宇宙戦艦で、黒き炎をはじめ、ポッドベリー及びファッティーのようなバララント系AT多数搭載。元はギルガメス軍の大型宇宙戦艦であり、名称は「ギルガメスの栄光」を略したもの。 ラストバタリオンの母艦としてメルキア衛星軌道に隠れ、暗躍していた。
ミーマのバーフォールと、それに同乗したケインの襲撃を受け、ケインとの一騎打ちの末にクリス・カーツは死に、艦もラストバタリオンの崩壊と共に轟沈した。ケインはここでクリスとの決着を付けた後、ミーマからゼルベリオスを受け取り、メルキアへ戻った。
バーフォール
ミーマが使用する宇宙戦艦で、メルキア技術陣が多く集まり、この艦内でミーマは新型ATのFX系の製造とテストを繰り返していた。
本来はバララントの再戦に向けての新型ATの開発ブロックの中核として使用されていたが、ギ・グローリーを襲撃した後、ミーマはロリンザーが目論む「メルキア騎士団計画」を知り、それに対抗する為の拠点として、更なるFXATと、最強ATたるテスタロッサが生み出される場にもなった。
ロリンザーとの決戦の中、ケインにテスタロッサを渡す為、レグジオネータが怖れるキューブのあるワルドに不時着したが、後にファビに修理、操縦され、レグジオネータとの決戦地であるダルダイオスへと向かった。
ザゴルス・ワゴニア
ロリンザーが統べる超大型戦艦で、レグジオネータをはじめ、W-1系及びサテライト系ATを多数搭載。ギルガメス艦隊総旗艦だったが、百年戦争再開と共にメルキア騎士団計画を実行する場として、その機能を発揮する。
アストラギウス各星系にレグジオネータが望むままに惑星破壊兵器や、旧劣等種には効かない細菌をばらまき、悉く銀河の人々を死に追いやり、やがて、一型装甲兵士の首都としてダルダイオスに鎮座し、そこでその機能を造り始めるが、ケイン達の突入とファビのバーフォールの特攻によって大破。そして、ケインはレグジオネータとの最終決戦に赴く。

#### ムックでのみ登場したAT
熱砂の皇帝（トロピカル サルタン）
09系の改良型で、白兵戦能力を追求した機体。損傷率の高い前面装甲を強化し、反面軽量化のため、脚部装甲の省略などを施している。またスコープ部も破損率の低い固定式のものに交換し、本機の特徴でもある、スパイク付きのアームシールドを左腕に装備している。
地獄の宣教師（ヘル ミッショネル）
オーナーであるメスメル・クロウリーの意匠と同様、メルキアベネゲゼリット教の伝道師を模して造られた機体。一匹狼のATチューナー、ゲルゼ・バルソーの手によってスタンディングトータス系をベースに改造した。トータスの面影はほとんど無く、装甲が増強されている他、三角形の帽子のような頭部、スパイク付きの肩アーマーを装備している。本機の最大の特徴は、身の丈を超すほどの巨大な鎌を使用することで、これで対戦相手のATの頭部を切り落とす。
なお、デザインのモチーフはKKKの衣装である。
狂乱の貴公子（レイジング プリンス）
パープルベアー系をベースに、騎士の様相に改造された機体。マントとサーベル（ストライクフェンサー）を装備する。
パープルタイガー
パープルベアー系をベースに改造された機体で、右肩のスパイク付きアーマーと全身の黒と紫の虎柄模様が特徴。
ケルベラ（形式番号ATM-09-DC）
ダノバシティーの軍警が使用するAT。対人捕獲に特化した改造を施している。
フレームドッグ（形式番号ATM-09-BC）
ボウシティーの軍警用AT。暴徒鎮圧に特化した改造を施しており、左腕に火炎放射器を装備している。

## スタッフ
本作は小説であるが、企画元が模型メーカーの情報誌であったことから、執筆者のはままさのり以外にもスタッフが存在する。
- 企画・制作：伸童舎
- 原案：勝又諄
- イラスト：幡池裕行
- デザイン協力：藤田一己
- レイアウト：椎葉光男（『デュアルマガジン』では「しいばみつお」の名でイラストレーターを務めていた）
- ディレクター：千葉暁
- 制作進行：清水章一
- プロデューサー：野崎欣宏

## 関連商品

### 小説
全てソノラマ文庫からの発刊。
- 「青の騎士ベルゼルガ物語 1」 1985年6月29日（1997年6月30日に新装版発売）
- 「青の騎士ベルゼルガ物語 2」 1985年9月30日（1997年6月30日に新装版発売）
- 「青の騎士ベルゼルガ物語『K'』」 1986年5月30日（1997年7月31日に新装版発売）
- 「青の騎士ベルゼルガ物語 絶叫の騎士」 1987年7月31日（1997年7月31日に新装版発売）

### ムック
- 「青の騎士ベルゼルガ物語 『BLUE KNIGHT』」（ホビージャパン）1987年2月10日
- 「青の騎士ベルゼルガ物語 『BLUE KNIGHT II IN THE THREE DIMENSIONAL WORLD』」（ホビージャパン）1988年7月1日

### ゲーム
- 『装甲騎兵ボトムズ外伝 青の騎士ベルゼルガ物語』（プレイステーション用ソフト タカラ）

### カセット文庫
朝日ソノラマより発売。
- 「青の騎士ベルゼルガ物語 1」 1987年11月
  - 脚本：鳥海尽三・大西由起
  - 音響監督：大熊昭
  - イラスト：幡池裕行
  - キャスト
    - ケイン・マクドガル：田中秀幸
    - シャ・バック：飯塚昭三
    - ロニー・シャトレ：佐々木るん
    - クリス・カーツ：速水奨
- 「青の騎士ベルゼルガ物語 2」 1988年9月
  - 脚本：千葉暁
  - 音響監督：大熊昭
  - イラスト：藤田一己
  - キャスト
    - ケイン・マクドガル：田中秀幸
    - クリス・カーツ：速水奨
    - ロニー・シャトレ：佐々木るん
    - ネイル・コバーン：飯塚昭三
    - ミーマ・センクァター：古田信幸
    - ラドルフ・ディスコーマ：梁田清之
- 「青の騎士ベルゼルガ物語『K'』」 1989年6月30日
  - 構成：小山高生（ぶらざあのっぽ）
  - 脚本：三井秀樹（ぶらざあのっぽ）
  - 音響監督：大熊昭
  - イラスト：藤田一己
  - キャスト
    - クローマ・ツェンダー（ケイン・マクドガル）：田中秀幸
    - ロニー・シャトレ：佐々木るん
    - シェラ・デュドネ：麻見順子
    - ラフィット・ハーベイ：飛田展男
    - カペリ・テマトラン、ナレーター：屋良有作
    - その他：中博史、茶風林、梁田清之